# Степан Онишкевич
Отець Степа́н Онишке́вич (21 грудня 1861, Угнів — 19 грудня 1944, Купновичі) — український священник, громадсько-культурний діяч, посол австрійського парламенту у Відні, делеґат УНРади ЗУНР.

## Життєпис
Закінчив гімназію у Львові, теологічний факультет Львівського університету. Висвячений у священики в 1887 році.
З 1887 р. — кооператор у с. Літиня (Дрогобицький повіт), з 1888 р. — у с. Яструбичі (Сокальський повіт), з 1892 р. — у с. Ременів (Львівський повіт). З 1894 р. — парох у с. Хишевичі (Рудківський повіт), з 1913 р. — у с. Купновичі того ж повіту.
Разом з Михайлом Грушевським, Іваном Франком, Володимиром Охримовичем та іншими засновував Українську національно-демократичну партію, був одним з її чільних діячів.
Член Загальної Української Ради з 5 травня 1915 року.
В часі Західно-Української Народної Республіки — посол Української Національної Ради ЗУНР у Станиславові. Перебуваючи у складі парламенту, активно прилучався до закладання економічно-аграрних і правових правових підвалин державництва.
На Рудківщині — з 1892 року (спочатку парох села Хишевичі, а потім — Купновичі). В автобіографії 1932 року зазначив, що «…кинувся у вир практичного життя».
Його організаторські здібності та висока національна свідомість проявилися вже у перші роки професійної діяльності. Очоливши
греко — католицьку парафію села Хишевичі, отець Онишкевич активно взявся до налагодження громадського життя. Він відібрав собі декількох молодих селян, найактивніших та найздібніших, навчав їх елементарних речей, а потім залучав до роботи серед громади села. За його ініціативи в селі створено «Просвіту», читальню, збудовано школу та церкву.
Дбав отець і про покращення матеріального добробуту своїх парафіян. При всякій нагоді навчав їх, як раціонально вести господарство. На початку ХХ ст. зініціював створення у селі кошикарської школи продукція  якої продавалася спочатку у Рудках, а потім отцю вдалося знайти покупця аж у Відні. Тут виготовляли не тільки кошики, а й колиски, ліжка, фотелі та інше. Крім того, був утворений кооператив для видобутку торфу та молочарня.
Отець Онишкевич заохочував селян відправляти своїх дітей після закінчення сільської школи до гімназії чи ремісничих шкіл. Результатом його агітації був той факт, що перед Першою світовою війною в селі  було вже 10 гімназистів, а два вже закінчили університетські студії — Іван Цяпка та Іван Околот.
Отриманий досвід громадської роботи, Онишкевич використовує і в межах повіту. Він розпочинає активну діяльність у Рудківській «Просвіті», що триватиме понад 40 років. З листування і просвітянської документації видно, що був працьовитий, дбав про результативність роботи, організовував бібліотеки, драматичні гуртки, в Хишевичах створив спортивне товариство «Сокіл», критикував рудківчан за негативні явища на просвітянській ниві. Прагнучи залучити селян до просвітянської роботи, ініціює створення осередків по селах повіту, подаючи власний приклад (свідченням цього є власноруч написана ним заява про вступ до читальні села Гошани).
Під час виборчої кампанії 1897 р. до Віденського парламенту розгорнув активну роботу серед громадськості повіту, підтримуючи кандидатуру Івана Франка. Свідченням плідної роботи стало те, що, хоча Франко не був обраний депутатом, на Рудківщині він здобув явну перевагу над своїм суперником.
О. Онишкевич — член Національно — демократичної партії, був послом австрійського парламенту з 1907 року аж до розвалу Австро — Угорщини від 53 двомандатного округу (судові повіти Судова Вишня, Рудки, Стара Сіль, Самбір (за винятком сіл Торчиновичі, Торгановичі й Морозовичі), а також села Дубляни і Кранцберг з судового повіту Лука). У парламенті з 1907 р. входив до Руського клубу; "Український клуб" — з 1911 р. до 12 лютого 1913 року (розпуск); з 8 листопада 1916 р. входив до Українського парламентського представництва.
Відзначався як хороший і красномовний оратор, а також добрий економіст. Будучи депутатом парламенту, займався саме політично — господарською ділянкою. У 1909 р. допомагав  Є. Олесницькому створювати товариство «Сільський господар». У 1912 р. під час великої економічної кризи  о. Онишкевич разом з Олесницьким добилися державних допомог для галицьких селян та зменшення податкового тягару.
Одним із важливих фактів його біографії є те, що саме під його керівництвом українці безкровно перебрали владу в Рудках 2 листопада 1918 року.
Помер 19 грудня 1944 р. Похований у с. Купновичі.

## Джерело
- Сокаль і Сокальщина

| українська персоналія | Це незавершена стаття про особу, що має стосунок до України. Ви можете допомогти проєкту, виправивши або дописавши її. |